# Anselmo González del Valle y Fernández Roces
Anselmo González del Valle y Fernández Roces (Oviedo, 21 d'abril de 1820 - Madrid, 29 de novembre de 1876) va ser un empresari i mecenes asturià, membre d'una família de la noblesa asturiana, pare del músic Anselmo González del Valle i del que fou I Marquès de la Vega de Anzo.

## Biografia
En la dècada de 1840 va emigrar a Cuba, i es va enriquir gràcies a la indústria del tabac. Allà es va casar amb Maria de Jesús Merced Carvajal i Cabaña, filla d'un important tabaquer, amb qui va tenir dos fills, el músic, compositor i mecenes asturià Anselmo González del Valle i Emilio Martín González del Valle i Carvajal, I Marquès de la Vega de Anzo. Va cofundar les empreses "Henry Clay" i "Caruncho", i va ser propietari de "H. de Cabañas i Carvajal", empresa que va donar feina a més de 500 asturians, que com ell mateix, havien emigrat a Amèrica. Va arribar a ser tinent d'alcalde de l'Havana i està representat al "Mural de Próceres", a l'Havana Vella. També va pertànyer a la "Sociedad Económica de Amigos del Pais". Va realitzar generosos donatius a la Universitat d'Oviedo, arribant a sufragar el dèficit d'aquesta institució i recolzant econòmicament a la seva Biblioteca.